# Piculus callopterus
Piculus callopterus е вид птица от семейство Picidae.

## Разпространение
Видът е разпространен в Панама.